# Чемпіонат Європи з хокею із шайбою 1913
Чемпіонат Європи з хокею із шайбою 1913 — 4-й чемпіонат Європи з хокею із шайбою, який проходив у Німеччині з 25 по 27 січня 1913 року. Матчі проходили у Мюнхені.

## Результати
25 січня
| Команда #1 | Результат | Команда #2 |
| ---------- | --------- | ---------- |
| Бельгія    | 4:4       | Богемія    |
| Німеччина  | 14:4      | Австрія    |

26 січня
| Команда #1 | Результат | Команда #2 |
| ---------- | --------- | ---------- |
| Бельгія    | 13:1      | Австрія    |
| Німеччина  | 2:4       | Богемія    |

27 січня
| Команда #1 | Результат | Команда #2 |
| ---------- | --------- | ---------- |
| Богемія    | 7:0       | Австрія    |
| Німеччина  | 5:8       | Бельгія    |

## Підсумкова таблиця
|           | М | В | Н | П | Ш     | Очк |
| --------- | - | - | - | - | ----- | --- |
| Бельгія   | 3 | 2 | 1 | 0 | 25:10 | 5   |
| Богемія   | 3 | 2 | 1 | 0 | 15:6  | 5   |
| Німеччина | 3 | 1 | 0 | 2 | 21:16 | 2   |
| Австрія   | 3 | 0 | 0 | 3 | 5:34  | 0   |

## Найкращий бомбардир
Моріс Депре (Бельгія) — 7 голів.
| Чемпіон Європи 1913 Бельгія Перший титул |